# Gabriele Nani
Gabriele Nani (né en 1979 à Bergame) est un baryton italien.

## Biographie
Baryton lyrique, doté d'une extension de la voix très remarquable, Gabriele Nani est reconnu pour ses qualités techniques et d'interprétation, servie par une diction extrêmement claire et des aigus remarquables.
Après avoir remporté plusieurs concours tels que le Concours de la communauté européenne de Spolète en 2002, il est très vite engagé sur les scènes italiennes : Teatro Regio de Turin, Bellini de Catane, Lirico de Cagliari, Festival Puccini de Torre del Lago, Regio de Parme, en tournée : l'Auditoriun Nacional de Mexico, Ponchielli de Crémone, Sociale de Como, Grande de Brescia, Municipale de Piacenza, Alighieri de Ravenne, Teatro Comunale de Ferrare, Verdi de Padoue, Sociale de Rovigo, Giglio de Lucca, Goldoni de Livourne.
Il se produit ensuite au théâtre royal de la Monnaie de Bruxelles dans Il viaggio a Reims de Rossini, Opéra de Massy dans le rôle-titre de Don Giovanni de Mozart, Theater an der Wien dans Katja Kabanova de Janacek, Opera de Bâle dans Un giorno di regno de Verdi, Musikfestspiele de Potsdam Il Barbiere di Siviglia et au Festival Rossini de Bad Wildbad dans Adelina de Pietro Generali.
En concert : Marti Talvela Hall de Mikkeli en Finlande, Théâtre Manoel de Malte, Auditorium Art Center de Manama au Bahrein, salle du musée Enescu de Bucarest, Auditorium du conservatoire de la Ville de Luxembourg, en Espagne au Festival Albeniz de Camprodon.
Il a également remporté le concours Tour de chant, organisé par la télévision RAI 1 où il s’est distingué dans son interprétation du Figaro tant de Mozart que de Rossini.
Il travaille, entre autres, sous la direction de : Zoltan Pesko, Carlo Boccadoro (it), Donato Renzetti, Steven Mercurio, George Pehlivanian, Kirill Petrenko, Asher Fisch, Juraj Valcuha et les metteurs en scène Hugo De Ana, Giancarlo Del Monaco, Stefano Poda, Ivan Stefanutti, Marco Gandini, José Cura, Keith Warner, Micha van Hoecke, Michal Znaniecki, Luca Ronconi.
Dans son répertoire ses rôles de prédilection sont : Figaro/Il barbiere di Siviglia de Rossini, Malatesta/Don Pasquale, Enrico/Lucia di Lammermoor de Donizetti, Marcello/La Bohème de Puccini. Il interprète aussi : Figaro/Les Noces de Figaro Don Alfonso/Così fan tutte de Mozart, Belcore/L'elisir d'amore, Enrico/Il campanello di notte de Donizetti, Germont/La traviata, Wurm/Le Villi, Franck/Edgar, Sharpless/Madame Butterfly de Puccini, ainsi que le répertoire contemporain : Il prigioniero et Job de Luigi Dallapiccola, les premières représentations mondiales de Le piccole storie de Lorenzo Ferrero et Arcibaldo Sonivari de Mario Pagotto au Théâtre Pavarotti de Modène.
En 2014 il chante à l’Opéra de Metz Métropole dans le rôle de Procolo/Le convenienze teatrali de Donizetti, Schaunard dans La Bohème de Puccini, à l’Opéra Royal de Copenhague. Il est protagoniste du court métrage Le rêve de Rigoletto.
En 2015 il chante en Russie au Gala d’ouverture du WIFA (Sochi Winter International Festival of Arts) de Sotchi 2015 dirigé par Iouri Bachmet.

## Rôles
- Simone, La finta semplice de Wolfgang Amadeus Mozart, Teatro Sociale de Côme, Teatro Ponchielli de Crémone, Teatro Fraschini de Pavie
- Don Giovanni, Don Giovanni de Mozart, Teatro Sociale Côme, Teatro Ponchielli de Crémone, Opéra de Massy
- Figaro, Le nozze di Figaro de Mozart, Centre des arts de Séoul, Corée du Sud
- Enrico Ashton, Lucia di Lammermoor de Gaetano Donizetti, Opéra-Théâtre de Clermont-Ferrand
- Schaunard, La Bohème de Giacomo Puccini, Opéra de Copenhague, Teatro del Giglio Lucques
- Varner, Adelina de Pietro Generali, Festival Rossini de Bad Wildbad
- Don Alvaro, Il viaggio a Reims de Gioacchino Rossini, Théâtre de la Monnaie de Bruxelles
- Dottor Malatesta, Don Pasquale de Donizetti, Teatro olimpico de Vicence
- Procolo, Le convenienze ed inconvenienze teatrali ou Viva la mamma ! de Donizetti, opéra-théâtre de Metz Métropole
- Figaro, Il Barbiere di Siviglia de Rossini, Teatro Nuovo de Milan
- Cavalier Belfiore, Un giorno di regno ossia Il finto Stanislao de Giuseppe Verdi, Opéra de Bâle
- Silvio, Pagliacci de Ruggero Leoncavallo, Opéra royal de Wallonie-Liège de Liège
- Cinna,, Le piccole storie, de Lorenzo Ferrero, Teatro Comunale Modena